# Reprezentacja Argentyny w hokeju na trawie mężczyzn
Reprezentacja Argentyny w hokeju na trawie mężczyzn jest jednym z silniejszych zespołów na świecie. W 2016 roku zdobyła złoty medal Igrzysk Olimpijskich, a w 2014 roku brązowy medal Mistrzostw świata. Poza tym jedenastokrotnie zdobyła mistrzostwo igrzysk panamerykańskich (1967, 1971, 1975, 1979, 1991, 1995, 2003, 2011, 2015, 2019, 2023).
Reprezentacja wielokrotnie startowała w zawodach Champions Trophy zajmując w swym najlepszym występie 3. miejsce w 2008 roku.

## Osiągnięcia

### Igrzyska olimpijskie
- nie wystąpiła – 1908
- nie wystąpiła – 1920
- nie wystąpiła – 1928
- nie wystąpiła – 1932
- nie wystąpiła – 1936
- 5. miejsce – 1948
- nie wystąpiła – 1952
- nie wystąpiła – 1956
- nie wystąpiła – 1960
- nie wystąpiła – 1964
- 14. miejsce – 1968
- 14. miejsce – 1972
- 11. miejsce  – 1976
- nie wystąpiła – 1980
- nie wystąpiła – 1984
- 8. miejsce – 1988
- 11. miejsce – 1992
- 9. miejsce – 1996
- 8. miejsce – 2000
- 11. miejsce – 2004
- nie zakwalifikowała się – 2008
- 10. miejsce – 2012
- 1. miejsce – 2016
- 7. miejsce - 2020
- 8. miejsce - 2024

### Mistrzostwa świata
- 10. miejsce – 1971
- 9. miejsce – 1973
- 11. miejsce – 1975
- 8. miejsce – 1978
- 12. miejsce – 1982
- 6. miejsce – 1986
- 9. miejsce – 1990
- 7. miejsce – 1994
- nie wystąpiła – 1998
- 6. miejsce – 2002
- 10. miejsce – 2006
- 7. miejsce – 2010
- 3. miejsce – 2014
- 7. miejsce – 2018
- 9. miejsce – 2023